# Editto di Afrodisia
L'editto di Afrodisia, o di Afrodisiade, fu un provvedimento economico-legislativo assai noto dell'Impero romano.
Quando, nel 284, Diocleziano divenne imperatore, ereditò una situazione economica molto grave: il sistema monetale era vicino al collasso, e l'inflazione aveva raggiunto livelli impressionanti. Questo quadro si era determinato durante i drammatici decenni della crisi del III secolo, che avevano gettato lo scompiglio nella compagine imperiale romana.
Diocleziano, dunque, per rivitalizzare il numerario romano, pensò che la soluzione migliore sarebbe stata quella di ripristinare sostanzialmente il sistema monetale vigente al tempo di Nerone, istituendo, prima, un nuovo valore per la moneta d'oro (dal peso pari a 1/60 di libbra, circa 5,3 g) e dando corso a dei nuovi nominali:
1. un argenteus simile, in quanto a percentuale di metallo fino, al denario neroniano (del peso di 1/96 di libbra, circa 3,2 g);
2. tre monete enee, di cui la più grande fu detta nummus (chiamato dai moderni anche follis dal contenuto di argento pari a circa il 3-4%) ed era grande moneta bronzea coniata a 1/32 di libbra, circa 10,3 g.

Accanto a questi nuovi numerali aurei, argentei e bronzei, esisteva ancora la moneta divisionale di pessima qualità, il cui valore intrinseco era eccessivamente inferiore a quello nominale, soprattutto se paragonato a quello delle nuove monete che erano state introdotte.
Si determinò, quindi, una spinta inflazionistica vertiginosa: poiché lo Stato attribuiva un valore nominale troppo alto alla moneta divisionale, il “mercato” reagì facendo lievitare il valore della moneta aurea e argentea, riequilibrando la situazione. A questo punto, l'autorità statale si ritrovò a emettere moneta in perdita.
Per ovviare a questo problema, in un momento non precisabile dell'anno 301, fu promulgato quello che ora è conosciuto come editto di Afrodisia, dal nome della località della Caria in cui, nel 1970, furono rinvenuti i primi frammenti epigrafici che ne attestavano l'esistenza. Con questo provvedimento si attribuiva, a partire dal 1º settembre del 301, un valore nominale doppio a tutte le monete circolanti nell'Impero romano, senza che cambiasse in alcun modo la qualità materiale delle monete stesse.
Questo provvedimento comportò un ovvio e consistente innalzamento dei prezzi delle merci, espressi in unità di conto, per cui i tetrarchi si videro costretti a ricorrere a un calmiere: fu  così emanato, fra il 20 novembre e il 9 dicembre del 301, il cosiddetto Edictum de pretiis rerum venalium.